# Conferencia de Colombo
La Conferencia de Colombo fue un Congreso celebrado en plena guerra de Indochina, impulsada por sir John Kottlavala de Ceilán, que convoca una conferencia entre los países asiáticos para tratar dicha cuestión. Se va a producir en abril del 54, en Colombo, capital de Ceilán. Además del país anfitrión, también asisten Pakistán, Indonesia, India y Birmania (estos países serán conocidos en los años siguientes como “los cinco de Colombo”).
Las conclusiones más importantes de la conferencia eran: 
-Acuerdo común para condenar cualquier intromisión en los asuntos nacionales de los países.
-Se impugnaban a la vez las posiciones del comunismo y del anticomunismo como formas imprecisas y simplificadas de intervención.
-Apuestan por sistemas democráticos y manifiestan una posición de neutralismo en el contexto internacional. 
-Con relación a la guerra en Indochina, exigen a Francia la independencia de la región. También abogan por el reconocimiento de la República Popular China. 
-Como punto final se establecía que “los cinco primeros ministros han estudiado la posibilidad de celebrar una Conferencia de naciones afroasiáticas y se han puesto de acuerdo para confiar al primer ministro de Indonesia las gestiones respecto a su convocatoria”; es el embrión de la trascendental Conferencia de Bandung, que supondría la entrada en el panorama político internacional del Movimiento de Países No Alineados.
- Datos: Q8349739